# Blaisy-Bas
Blaisy-Bas é uma comuna francesa na região administrativa da Borgonha-Franco-Condado, no departamento de Côte-d'Or.